# Ailanthus triphysa
Ailanthus triphysa är en bittervedsväxtart som först beskrevs av August Wilhelm Dennstedt, och fick sitt nu gällande namn av Arthur Hugh Garfit Alston. Ailanthus triphysa ingår i släktet gudaträdssläktet, och familjen bittervedsväxter. Inga underarter finns listade i Catalogue of Life.